# Scatologie
 (janvier 2016).
Si vous disposez d'ouvrages ou d'articles de référence ou si vous connaissez des sites web de qualité traitant du thème abordé ici, merci de compléter l'article en donnant les références utiles à sa vérifiabilité et en les liant à la section « Notes et références ».
Ne doit pas être confondu avec Eschatologie.
La scatologie (du grec skôr : « excrément », et logos : « parole ») désigne des écrits ou des propos se rapportant aux excréments.
Par extension, le terme scatologique est parfois utilisé pour désigner :
- des propos et des écrits grossiers ;
- une plaisanterie basée sur le « pipi caca ».

Le mot « scatologie » est souvent employé en tant que synonyme de la scatophilie (ou coprophilie).

## Médecine et psychiatrie
En médecine, la coprolalie est l'un des symptômes de la maladie de Gilles de la Tourette, c'est un tic du langage qui consiste à dire de façon inusuelle des mots grossiers ou vulgaires.

## Sexologie
Le mot scatologie est souvent employé en tant que synonyme de la scatophilie (ou coprophilie), terme décrivant à la fois une maladie psychiatrique et une paraphilie consistant à avoir une excitation sexuelle en rapport avec des excréments.

## Humour scatologique

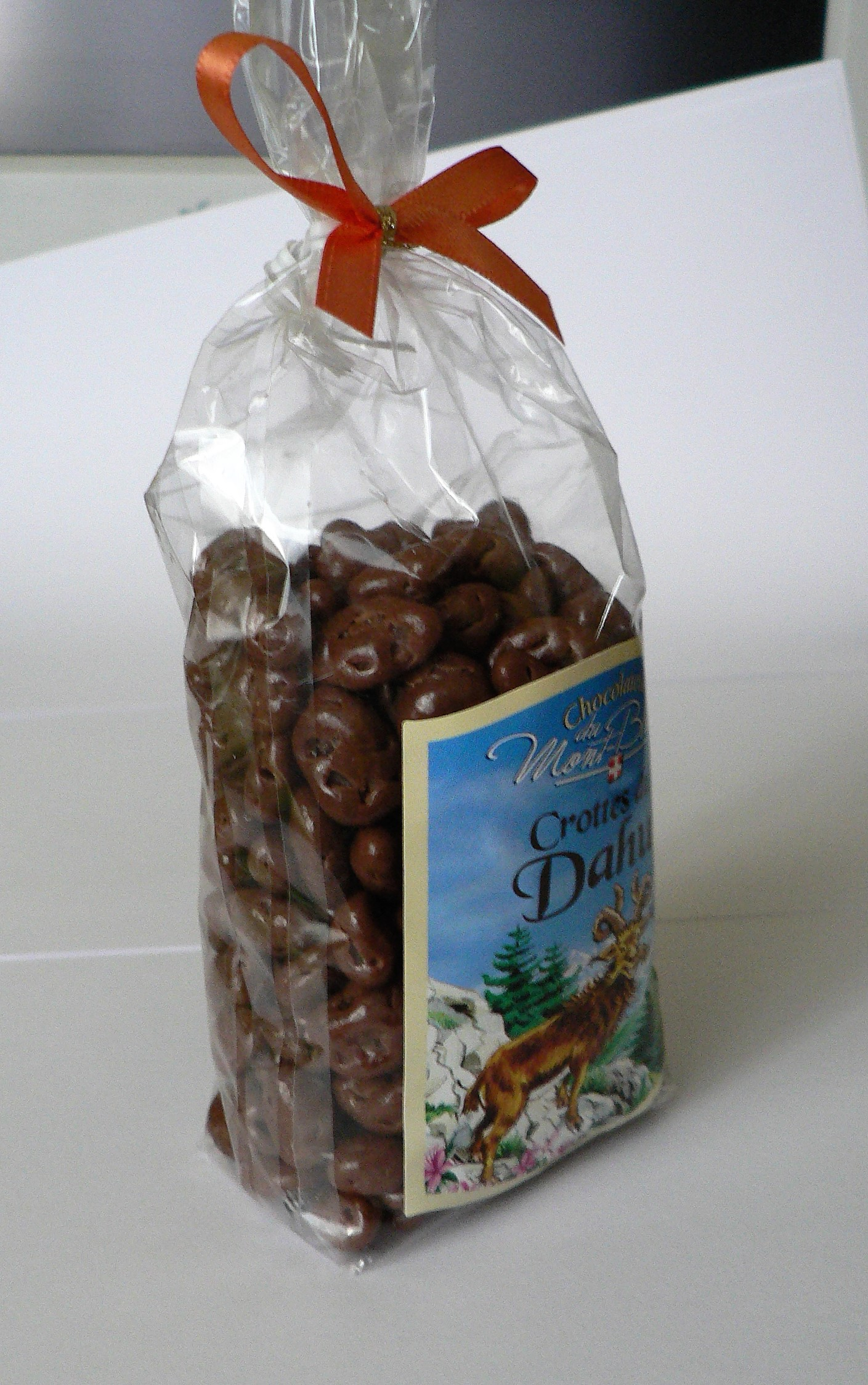
Des « crottes de Dahu », produit de confiserie dont le marketing est basé sur l'humour scatologique ainsi que sur le clin d’œil aux enfants à propos de l'existence scientifiquement prouvée par les crottes du dahu, animal mythologique.

- « Excusez ma vilaine écriture, la plume est déjà vieille, mais il y a bientôt vingt-deux ans que je chie par le même trou et il n'est même pas encore déchiré, tous les jours je chie dedans et mords la crotte à belles dents », citation de Wolfgang Amadeus Mozart[1], habitué de l'humour scatologique.
- La Commedia dell'Arte usait souvent de cet humour.
- François Rabelais utilisait le comique scatologique dans son œuvre. Dans son roman Gargantua, il développe un chapitre entier sur l'invention du « torche-cul »[2].
- Il existe de même des blagues scatologiques dans le cinéma, par exemple dans Chat noir, chat blanc d'Emir Kusturica ; le thème a aussi été utilisé de manière plus sombre et grinçante dans La Grande Bouffe de Marco Ferreri.
- La télévision a aussi son lot d'humour scatologique, par exemple avec la série South Park (notamment les personnages Terrance et Philippe, et M. Hankey) ou les sketches comiques comme ceux de Jean-Marie Bigard, Les Nuls, Les Robins des Bois, Michaël Youn ou Sacha Baron Cohen.
- En musique populaire, des auteurs comme Serge Gainsbourg (Des vents, des pets, des poums, La Poupée qui fait, Eau et gaz à tous les étages), ou encore sa reprise du Constipation Blues de Screamin' Jay Hawkins, ou le groupe Odeurs (Defecation Blues, Couscous Bouletium) s'y adonnent.